# Историја Ирака (2011–данас)
Значајан догађај у модерној историји Ирака представља одлазак америчких трупа 2011. године који је окончао период окупације започет инвазијом коју су предводиле САД у марту 2003. године. Време од повлачења САД обележила је обновљена побуна у Ираку и преливање сиријског грађанског рата у Ирак. До 2013. године, побуна је ескалирала у обновљени рат, а централној влади Ирака су се супротставили ИСИЛ и разне фракције, првенствено радикалне сунитске снаге током ране фазе сукоба. Рат је завршен 2017. године победом ирачке владе и савезника, међутим ИСИЛ наставља побуну ниског интензитета у удаљеним деловима земље.
Снаге ИСИЛ-а су заузеле већи део покрајине Ал Анбар, укључујући градове Фалуџу, Ел Каим, Абу Греиб и (у мају 2015.) Рамади, остављајући им контролу над 90% Анбара. Тикрит, Мосул и већи део покрајине Нинива, заједно са деловима покрајина Салахудин, Киркук и Дијала, заузеле су побуњеничке снаге у офанзиви у јуну 2014. године. ИСИЛ је заузео Синџар и низ других градова у офанзиви у августу 2014. године, али је Синџар постао спорни град у децембру 2014. године.

## Побуна (2011–2013)
У фебруару 2011. године, протести Арапског пролећа проширили су се на Ирак; али почетни протести нису срушили владу. Ирачки национални покрет бојкотовао је парламент неколико недеља крајем 2011. и почетком 2012. године, тврдећи да влада којом доминирају шиити покушава да маргинише суните.
Током 2012. и 2013. године, ниво насиља је порастао, а наоружане групе у Ираку су све више биле подстакнуте сиријским грађанским ратом. И сунити и шиити су прелазили границу да би се борили у Сирији. У децембру 2012. године, сунитски Арапи су протестовали против владе, за коју су тврдили да их маргинализује. Током 2013. године, сунитске милитантне групе су појачале нападе усмерене на ирачко становништво у покушају да поткопају поверење у владу коју предводи Нури ел Малики. Године 2014, сунитски побуњеници који припадају терористичкој групи Исламска држава преузели су контролу над великим површинама земље, укључујући неколико већих ирачких градова, попут Тикрита, Фалуџе и Мосула, стварајући стотине хиљада интерно расељених лица усред извештаја о злочинима које су починили борци ИСИЛ-а. Дана 4. јуна 2014. године, побуњеници су започели своје напоре да заузму Мосул. Ирачка војска је званично имала 30.000 војника и још 30.000 федералних полицајаца стационираних у граду, суочавајући се са нападачком силом од 1.500 припадника. Стварни број ирачких снага био је много мањи због „војника духова“, што је озбиљно смањило борбене способности. Након шест дана борби и масовних дезертерстава, ирачки војници су добили наређења за повлачење. Град Мосул је пао под контролу ИСИЛ-а. Процењује се да је из града побегло око 500.000 цивила.